# Yeşilçam
Yeşilçam bezeichnet den türkischen Mainstreamfilm und die türkische Filmindustrie zwischen 1950 und 1990. Der Begriff leitet sich von der Straße Yeşilçam Sokağı im Stadtteil Beyoğlu in Istanbul ab, die damals das Zentrum des türkischen Studiosystems war.